# بحيرة دانبي
بحيرة دانبي (المعروفة أيضا باسم بحيرة دانبي الجافة). قاع البحيرة جاف تقع البحيرة في صحراء موهافي في مقاطعة سان بيرناردينو، كاليفورنيا، 50 ميل (80 كم) شمال غرب بليث. طول يبلغ البحيرة حوالي 9 ميل (14 كم) و 2.5 ميل (4.0 كم) في أوسع نقطة.

## وصلات خارجية
- Satellite Photo (Google Maps)